# Abdul Hamid (1927)
Abdul Hamid (Bunno, 7 januari 1927 - Rawalpindi, 12 juli 2019) was een hockeyer uit Pakistan.
Hamid nam viermaal deel aan de Olympische Zomerspelen en haalde met zijn derde optreden de finale. In 1958 versloeg Hamid met zijn ploeggenoten India in de finale van de Aziatische Spelen. In 1960 was Hamid aanvoerder van de Pakistaanse ploeg die olympisch goud won door aartsrivaal India te verslaan.

## Erelijst
- 1948 – 4e Olympische Spelen in Londen
- 1952 – 4e Olympische Spelen in Helsinki
- 1956 –  Olympische Spelen in Melbourne
- 1958  –  Aziatische Spelen in Tokio
- 1960 –  Olympische Spelen in Rome